# Les Animaux fantastiques (livre)
Pour les articles homonymes, voir Les Animaux fantastiques.
Cet article concerne le livre de J. K. Rowling. Pour le film de David Yates qui s'en inspire, voir Les Animaux fantastiques.
Les Animaux fantastiques ou Vie et habitat des animaux fantastiques (titre original : Fantastic Beasts and Where to Find Them) est un court livre-guide écrit par J. K. Rowling en même temps que Le Quidditch à travers les âges pour l'association humanitaire Comic Relief. 
Il s'agit d'un répertoire de créatures fantastiques dont certaines apparaissent dans les livres de sa saga Harry Potter. En 2016 J. K. Rowling publie sous le même titre le scénario du film tiré de ce livre.

## Un vraifaux livre
Comme pour Le Quidditch à travers les âges, il n'y est nulle part  fait mention de l'autrice J. K. Rowling qui l'a pourtant écrit : le livre est censé être une copie conforme d'un manuel scolaire dont les élèves ont besoin durant leurs études à Poudlard. Il aurait ainsi été écrit par un certain Norbert Dragonneau (Newton Artemis Fido Scamander en version originale) et édité par « Obscurus Books ». 
Le livre présente les différentes espèces d'animaux fantastiques (dans des articles parfois illustrés), la manière de s'en occuper ou de s'en débarrasser, leur niveau de dangerosité et leur lieu d'habitat naturel. Il comporte une assez longue introduction exposant l'histoire de la classification des différents animaux fantastiques et les problèmes posés par leur existence par rapport au monde moldu. Les problèmes liés à la classification permettent également de comprendre les différences entre animaux, êtres et esprits et de connaître les critères pour déterminer dans quelle catégorie ranger une créature.
Dans la première édition du livre, des annotations manuscrites humoristiques sont lisibles et attribuées aux personnages Harry Potter et Ron Weasley à propos des différentes espèces qu'ils ont déjà rencontrées ou non.
Dans le livre, certains animaux fantastiques ne sont pas cités alors qu'ils apparaissent dans les romans : c'est le cas du scroutt à pétard (créé par Hagrid bien après la parution du livre de Dragonneau) mais aussi des détraqueurs ou des épouvantards, peut-être parce que ces deux dernières espèces correspondent à la branche « spirituelle » des créatures magiques. Les elfes et les gobelins ne sont quant à eux pas mentionnés car ce sont des êtres presque à l'instar des guelfes et des gibelins et non des animaux, contrairement aux êtres de l'eau et aux centaures, lesquels appartiennent à l'ordre des animaux fantastiques car ils ont demandé à être considérés comme tels par respect pour les autres espèces magiques méprisées par les sorciers.

## Comic Relief
L'argent rapporté par le livre et par ses traductions est entièrement reversé à l'association humanitaire « Comic Relief » qui collecte des fonds pour les reverser à différentes associations luttant contre la pauvreté et l'injustice sociale, telles qu' « Oxfam » et « Save the Children ».

## Contenu
Le livre, préfacé par le personnage d'Albus Dumbledore, contient une présentation de son auteur fictif Newt Scamander. Il présente également ce qu'est un animal fantastique, l'histoire de la conception des animaux fantastiques par les Moldus ou encore l'importance de la « Magizoologie ». Une classification des animaux répertoriés est établie selon les critères du « ministère de la Magie » : plus un animal a de croix, plus il est considéré comme dangereux.

## Adaptation en saga cinématographique
Le 12 septembre 2013, J. K. Rowling annonce sur son compte Facebook que le livre sera adapté sous la forme d'un long métrage par les studios Warner Bros. L'autrice sera par ailleurs la scénariste de ce film.
Le film est centré sur la vie de Norbert Dragonneau (Newt Scamander en anglais) et se déroule à New York au début du XXe siècle soit soixante-dix ans avant les aventures de Harry Potter. L'acteur britannique Eddie Redmayne incarne le rôle principal. En août 2014, la Warner annonce que David Yates (réalisateur des quatre derniers volets de la série source Harry Potter) réalisera le film. Le tournage débute à l'été 2015 et le film sort en novembre 2016. Il ouvre une série qui comprendra finalement cinq films,.
Le long-métrage suivant Les Crimes de Grindelwald sort en 2018 puis Les Secrets de Dumbledore en 2022,.